# Paranectriella stromaticola
Paranectriella stromaticola är en svampart som först beskrevs av Henn., och fick sitt nu gällande namn av Franz Xaver von Höhnel 1910. Paranectriella stromaticola ingår i släktet Paranectriella och familjen Tubeufiaceae.   Inga underarter finns listade i Catalogue of Life.